# Tanjung Sari (Jabung)
Tanjung Sari is een bestuurslaag in het regentschap Lampung Timur van de provincie Lampung, Indonesië. Tanjung Sari telt 1457 inwoners (volkstelling 2010).